# ویل و (دهانه)
ویل و یک دهانه برخوردی در ماه‌ است.

## دهانه‌های اقماری
این دهانه ۳ دهانه اقماری دارد.
| Vilʹev | عرض جغرافیایی | طول جغرافیایی | قطر          |
| ------ | ------------- | ------------- | ------------ |
| J      | ۶.۶° S        | ۱۴۵.۳° E      | ۱۷.۰ کیلومتر |
| B      | ۴.۵° S        | ۱۴۴.۷° E      | ۱۳.۰ کیلومتر |
| V      | ۵.۳° S        | ۱۴۲.۹° E      | ۴۴.۰ کیلومتر |